# 湖のほとりで
『湖のほとりで』（みずうみのほとりで、ノルウェー語 : Se deg ikke tilbake!）は、ノルウェーの作家カリン・フォッスムによる小説及びそれを原作とした2007年のイタリア映画。
1997年、北欧5カ国で最も優れたミステリ作品に贈られるガラスの鍵賞を受賞。

## 映画
イタリア人映画監督、アンドレア・モライヨーリによって映画化された。イタリアのアカデミー賞と呼ばれるダヴィッド・ディ・ドナテッロ賞で史上最多となる10部門で最優秀賞を受賞した。

### ストーリー
北イタリアのとある小さな村の湖のほとりで、村の少女のアンナの死体が発見された。刑事のサンツィオは捜査のために村人を調べて回るのだが、その過程で村中の家庭がそれぞれ様々な問題を抱えていることがわかる。

### キャスト
- トニ・セルヴィッロ：サンツィオ刑事
- ヴァレリア・ゴリノ：キアラ・カナーリ
- オメロ・アントヌッティ：マリオの父
- ファブリツィオ・ジフーニ：コッラード・カナーリ
- ネッロ・マーシャ：アルフレード
- アンナ・ボナイウート：サンツィオの妻
- マルコ・バリアーニ：ダヴィテ・ナダル
- アレッシア・ピオヴァン：アンナ・ナダル

### スタッフ
- 監督：アンドレア・モライヨーリ
- 原作：カリン・フォッスム
- 原案：サンドロ・ペトラリア
- 衣装：ジェシカ・ザンベルリ
- 録音：アレッサンドロ・ザノン
- プロダクション・デザイン：アレッサンドラ・ムラ
- メイクアップ：フェルナンダ・ペレス